# Мюлозен
Мюлозе́н (фр. Mulhausen) — коммуна на северо-востоке Франции в регионе Гранд-Эст (бывший Эльзас — Шампань — Арденны — Лотарингия), департамент Нижний Рейн, округ Саверн, кантон Ингвиллер. До марта 2015 года коммуна административно входила в состав кантона Буксвиллер (округ Саверн).
Площадь коммуны — 4,0 км², население — 411 человек (2006) с тенденцией к росту: 460 человек (2013), плотность населения — 115,0 чел/км².

## Население
Население коммуны в 2011 году составляло 461 человек, в 2012 году — 454 человека, а в 2013-м — 460 человек.
| 1962 | 1968 | 1975 | 1982 | 1990 | 1999 | 2006 | 2008 | 2011 | 2012 | 2013 |
| ---- | ---- | ---- | ---- | ---- | ---- | ---- | ---- | ---- | ---- | ---- |
| 390  | 394  | 401  | 352  | 372  | 376  | 411  | 435  | 461  | 454  | 460  |

Динамика населения:

## Экономика
В 2010 году из 292 человек трудоспособного возраста (от 15 до 64 лет) 250 были экономически активными, 42 — неактивными (показатель активности 85,6 %, в 1999 году — 73,3 %). Из 250 активных трудоспособных жителей работали 240 человек (129 мужчин и 111 женщин), 10 числились безработными (трое мужчин и 7 женщин). Среди 42 трудоспособных неактивных граждан 15 были учениками либо студентами, 13 — пенсионерами, а ещё 14 — были неактивны в силу других причин.

## Достопримечательности (фотогалерея)

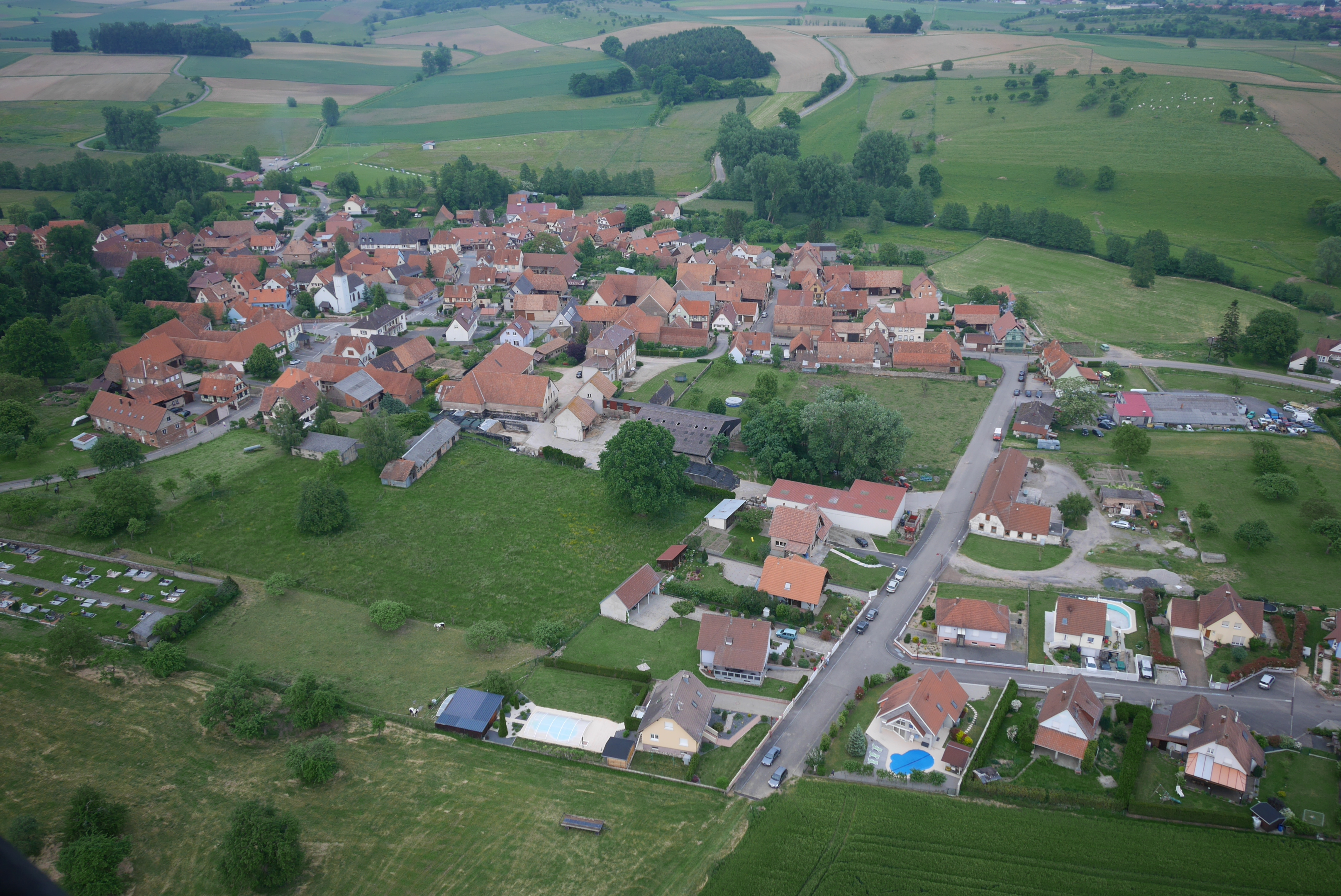
Вид с воздушного шара